# リード堆

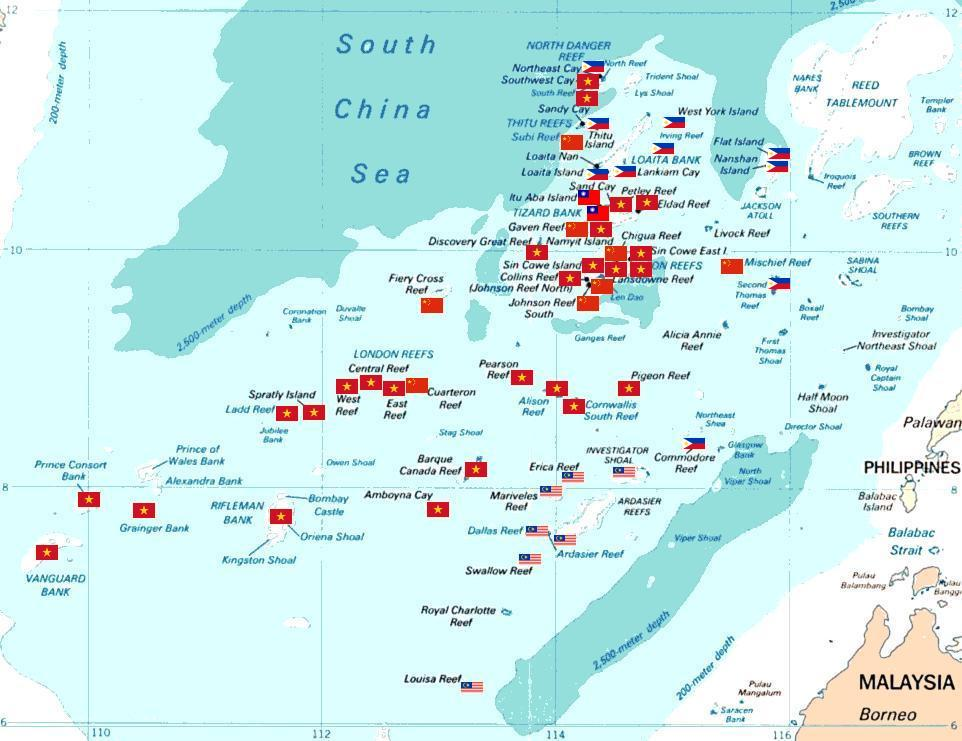
南沙諸島における南シナ海周辺諸国の実効支配状況

リード堆（リードたい、英語：Reed BankまたはRecto Bank、中: 礼楽灘）又はリード礁は、南沙諸島の海域にある堆の一つである。
面積8,866km²、最大水深45m。リード堆の付近には天然ガスや石油といった資源が豊富に埋蔵されていると見られる
中華人民共和国、中華民国（台湾）及びフィリピンが主権を主張している。